# フッ化銅(II)
フッ化銅(II)（フッかどう に）とは、銅とフッ素から成る無機化合物で、組成式は CuF2 のものを指す。
銅と気体フッ素の反応で得られる。無水物は吸湿性が強く、空気中の湿気で青に変色する。熱水で加水分解を受け CuFOH になる。
CuF2+H2O->CuFOH+HF

## 利用
芳香環の直接フッ素化に用いられた例がある。

## その他のフッ化銅
フッ化銅(I) は気相に発生させて分光学的な測定が行える程度の不安定な化合物であるが、適切な配位子を加えた錯体には安定なものがある（例: CuF•(PPh3)3•2ROH）。
フッ化銅(III) は銅と気体フッ素との反応でも生じないとされる。